# Romdis
Romdis este o companie de distribuție de produse alimentare din România.
Romdis este distribuitorul de alimente de tip fast-food pentru restaurantele McDonald's pe piața locală.
Romdis a fost înființată în 1995 și este parte a grupului Alpha Management, care, la rândul ei, este membră a Alpha Group, companie creată în 1981, în Germania, pentru a furniza servicii logistice rețelei de restaurante McDonald's.
Cifra de afaceri în 2006: 29 milioane euro